# Умершие в июне 1999 года
Это список известных людей, соответствующих установленным критериям значимости (см. Википедия:Критерии значимости персоналий), умерших в июне 1999 года.
Причина смерти указывается лишь в исключительных случаях (убийство, самоубийство, гибель в результате военных действий, смертная казнь, ДТП или несчастные случаи). В остальных случаях — не указывается.
- 3 июня — Михаил Павлоцкий (77) — Герой Советского Союза.
- 4 июня — Юрий Васильев (59) — советский и российский актёр театра и кино, народный артист России (1999); сердечный приступ.
- 4 июня — Виталий Луценко (62) — украинский политик.
- 5 июня — Александр Николаенко (75) — Герой Советского Союза.
- 6 июня — Александр Витензон (92) — советский кинематографист, сценарист и редактор.
- 6 июня — Илья Мусин (95) — российский дирижёр, музыкальный педагог и теоретик дирижирования, создатель ленинградской дирижёрской школы; Заслуженный артист Белоруссии, Заслуженный деятель искусств Узбекской ССР, Народный артист РСФСР.
- 9 июня — Морис Журно (100) — французский композитор и пианист.
- 10 июня — Иван Клевцов (76) — Герой Советского Союза.
- 10 июня — Нонна Копержинская (79) — украинская советская актриса театра и кино.
- 11 июня — Дефорест Келли (79) — американский актёр.
- 11 июня — Павел Копылов (77) — Герой Советского Союза.
- 11 июня — Василий Левченко (87) — Герой Советского Союза.
- 12 июня — Тамара Кацы (40) — ведущая солистка ансамблей «Сартанские самоцветы», «Эллины».
- 12 июня — Александр Штромас (68) — английский и американский политолог, историк, политический активист и публицист литовского происхождения.
- 12 июня — Сергей Хлебников (43) — советский конькобежец.
- 14 июня — Луис Даймонд (97) — американский педиатр и гематолог.
- 15 июня — Игорь Холин (79) — русский поэт, прозаик; рак печени.
- 16 июня — Скриминг Лорд Сатч (58) — английский рок-музыкант, маргинальный политический лидер, основатель политической партии, известной как «Official Monster Raving Loony Party»; покончил с собой.
- 17 июня — Олег Масаинов (72) — советский художник-оформитель игровых кукол.
- 18 июня — Георгий Багаев (79) — командир взвода связи 156-го гвардейского артиллерийского полка 77-й гвардейской стрелковой дивизии.
- 20 июня — Пётр Антипов (77) — Полный кавалер ордена Славы
- 22 июня — Василий Зудин (79) — советский и российский учёный-правовед.
- 22 июня — Роман Кротов (76) — Полный кавалер ордена Славы
- 22 июня — Валентин Кудинов (60) — мэр подмосковного города Дедовска с 1991; убит.
- 23 июня — Георгий Мигиренко (82) — советский военный деятель.
- 24 июня — Владимир Епишев (73) — резьбошлифовщик инструментального цеха Курганского машиностроительного завода имени В. И. Ленина, Герой Социалистического Труда.
- 25 июня — Евгений Моргунов (72) — актёр, заслуженный артист РСФСР.
- 25 июня — Фазылгаян Яхин (67) — Герой Социалистического Труда.
- 26 июня — Муза Крепкогорская (74) — актриса театра и кино.
- 27 июня — Георгиос Пападопулос (80) — глава хунты «чёрных полковников», которая правила в Греции в 1967—1974 годах.
- 28 июня — Вере Бёрд (88) — Премье́р Анти́гуа и Барбу́ды (1960-1971)
- 29 июня — Гарегин I (66) — Патриарх и Католикос всех армян, глава Армянской Апостольской Церкви с 4 апреля 1995 по 29 июня 1999.
- 30 июня — Герман Прокопьев (76) — Полный кавалер ордена Славы.